# Dombi Sándor
Dombi-Enescu Sándor (Tusnádfürdő, 1966. október 29. –) erdélyi származású zenész, gitáros és énekes.

## Tanulmányai
Három testvérével Tusnádfürdőn nőtt fel, zenészcsaládból származik: anyai nagyapja tárogatón, apja tangóharmonikán, legnagyobb testvére harmonikán játszott. Az ipari szakközépiskolát Csíkszeredában végezte. A katonai szolgálatából 1987-ben szerelt le.
48 éves korában felvételizett, majd 2018-ban oklevelet szerzett a konstancai Ovidius Egyetem művészeti karán, 2020-ban pedig ugyanitt a zenepedagógusi mesterképzést is elvégezte.

## Előadói tevékenysége
Leszerelése után Bukarestben letette a szükséges vizsgát, hogy a vendéglátóiparban zenészként dolgozhasson. 1991-ig a tusnádfürdői Tusnád szálloda éttermében, majd Kézdivásárhelyen, Sepsiszentgyörgyön, Csíkszeredán zenélt. Később egy fél évre Grönlandra ment zenélni, majd Norvégiában szerződött le, ezután ismét Grönlandra ment, és vissza-visszament zenélni Norvégiába. 2009 januárjában költözött Konstancába, ahol a tengerparton akkor nyíló ötcsillagos Hotel Vega-ba szerződött le.
Szerepelt a Vocea României (The Voice) televíziós tehetségkutató műsor 2018-as évadjában, ahová 4000 jelentkező közül került be.
A 2021. augusztus 20-án a sepsiszentgyörgyi Sepsi Arénában bemutatásra kerülő István, a király Székelyföldi Nagyprodukcióban Koppány vezér szerepét kapta meg.

## Magánélete
Két fia van, feleségével és kisebbik fiával néhány éve Eforie Sudban él.